# Abdi-Asratum
Abdi-Asratum (i. e. 14. század) Amurrú ókori királyság uralkodója volt. Neve több változatban ismert Egyiptomtól Ugaritig. Jelentése Ašratum szolgája. Változatai: abdidašratum (Abdiasratum), abdi-aš-ra-ti, abdidaš-ra-ti (Abdiasrati), abdi-aš-ra-ta (Abdiasrata), abdi-a-ši(-ir)-ta/te/ti (Abdiasirta/te/ti).
Amurrú, mely a mai Dél-Szíria területén feküdt, Egyiptom névleges fennhatósága alatt állt. Abdi-Asratum neve Abdiasirta olvasatban az úgynevezett Amarna-levelekből ismert, melyeket Ehnaton fáraónak írtak; ebből tudni, hogy harcban állt Büblosz királyával, Ríbaddival.
Ríbaddi számos levelében panaszkodott, hogy Abdi-Asratum területeket próbál elfoglalni tőle. Szintén ő említi Abdi-Asratum halálát az EA 101-es amarnai levélben. A viszálynak azonban nem szakadt vége, mert Abdi-Asratumot fia, Aziru követte a trónon, aki később elfogta Ríbaddit. Aziru később átállt a hettiták oldalára, így Egyiptom elveszítette felügyeletét északi szomszédja, Amurru fölött, mely ekkor már Aziru hatalma alá tartozott.